# Eloisa Biasotto Mano
Eloisa Biasotto Mano (Rio de Janeiro, 24 de outubro de 1924 – Rio de Janeiro, 8 de junho de 2019) foi uma química e professora universitária brasileira. Especialista em polímeros, foi pioneira neste estudo no Brasil. O Instituto de Macromoléculas da Universidade Federal do Rio de Janeiro leva seu nome.
Era professora emérita da Universidade Federal do Rio de Janeiro, membro da Academia Brasileira de Ciências e a Grã-Cruz da Ordem Nacional do Mérito Científico.

## Biografia
Eloisa nasceu na cidade do Rio de Janeiro, em 1924. Em 1947, formou-se em Química Industrial pela então Universidade do Brasil, hoje a Universidade Federal do Rio de Janeiro e em 1955 formou-se em Engenharia Química pela mesma universidade. Entre 1956 e 1957, Eloisa esteve nos Estados Unidos, onde começou a estudar polímeros Universidade de Illinois, onde pode trabalhar com o químico Carl Shipp Marvel.
De volta ao Brasil, defendeu o doutorado em 1961, ainda pela Universidade do Brasil. Em 1964 esteve na Universidade de Birmingham, na Inglaterra, onde trabalhou com o químico J.C. Bevington. Seu trabalho no laboratório de Bevington acabou por torná-la uma das maiores especialistas mundiais em polímeros.
Trabalhou no Laboratório de Borracha e Plásticos, no Instituto Nacional de Tecnologia, no Rio de Janeiro. Em 1961, tornou-se livre-docente na Universidade Federal do Rio de Janeiro e professora catedrática da Escola Nacional de Química, em 1962, depois nomeada para Instituto de Química e do Instituto de Macromoléculas (IMA). Em 1978, foi eleita membro titular da Academia Brasileira de Ciências.
Em 1969, Eloisa criou o primeiro grupo de pesquisadores em polímeros no Brasil, que deu origem do Instituto de Macromoléculas da UFRJ, em 1976. Em 1994, o instituto foi nomeado para Instituto de Macromoléculas Professora Eloísa Mano.
Cinco patentes foram registradas em seu nome. Eloisa coordenou uma equipe de mais de 120 pesquisadores. Foi orientadora de 32 dissertações de mestrado e oito teses de doutorado. Foi a autora de nove livros, tendo escrito vários capítulos para outras publicações. Tem 176 artigos publicados em periódicos nacionais e estrangeiros e apresentou 239 comunicações em congressos nacionais e internacionais. Apresentou 135 conferências no país e no exterior. Possui 21 livros publicados e 6 patentes.

## Prêmios
Em 1998, Eloisa recebeu o prêmio internacional da The Polymer Science, do Japão (SPSJ). Seu nome foi incluído no Dictionary of International Biography e no Who’s Who of the Year em 1995. No ano seguinte, foi membro do Conselho do Polymer Processing and Properties Center da Universidade da Flórida, em Gainesville. Em 1978, recebeu a Ordem Nacional do Mérito Científico, na classe de Grã-Cruz, concedido pelo Ministério da Ciência, Tecnologia e Inovação (MCTI).
Era bolsista de Produtividade do Conselho Nacional de Desenvolvimento Científico e Tecnológico (CNPq), como pesquisadora 1-A, editora dos principais periódicos internacionais e nacionais de polímeros e professora emérita e livre-docente da UFRJ.

## Morte
Eloisa morreu em 8 de junho de 2019, aos 94 anos, no Rio de Janeiro.

## Publicações parciais
- Introdução a Polímeros
- Meio Ambiente, Poluição e Reciclagem
- A Natureza e os Polímeros
- Práticas de Química Orgânica
- Química Experimental de Polímeros
- Polímeros como Materiais de Engenharia
- Identificação de Plásticos, Borrachas e Fibras